# New Criticism
New Criticism bezeichnet eine vor allem in den USA, in geringerem Maße auch in England beheimatete literaturkritische und literaturtheoretische Richtung. Sie entwickelte sich in den 1920er Jahren und war in den USA bis in die 1970er Jahre die bestimmende Art der Literaturbetrachtung. Seinen Namen erhielt der New Criticism nach der Anthologie The New Critics, die 1941 von John Crowe Ransom herausgegeben wurde.
Der New Criticism richtete sich gegen die seit dem 19. Jahrhundert vorherrschende Literaturkritik, die sich oft auf historische, philologische und biographische Details der Dichtung bzw. der Dichter beschränkte, und nahm Einfluss u. a. auf Roland Barthes 1968 ausgerufenen Tod des Autors (vergleiche auch das sogenannte Close Reading).
Die New Critics wendeten sich gegen die Annahme, dass ein jedes Gedicht eine „Prosabedeutung“ oder gar eine Moral enthalte, die aus der Lyrik geborgen werden müsse. Sie pochten stattdessen auf die Bedeutung einer symbolischen Sprache als Mittel der Erkenntnis und versuchten herauszufinden, „was das Gedicht als Gedicht aussagt“ (Cleanth Brooks). Ihre Analyse untersuchte so vor allem formale Aspekte des Gedichts und ist derart dem späteren Strukturalismus französischer Prägung verwandt, mit dem der New Criticism seit den 1950er Jahren einherging.
Hauptvertreter des New Criticism in den USA waren John Crowe Ransom und viele seiner Studenten an der Vanderbilt University in Nashville nach dem Ersten Weltkrieg, darunter Allen Tate, Robert Penn Warren und Cleanth Brooks. Zu den wichtigsten Sprachrohren gehörte die Literaturzeitschrift The Kenyon Review (ISSN 0163-075X).
Zu den Hauptvertretern des New Criticism in Großbritannien zählten William Empson und I. A. Richards.
Der New Criticism wies einige Parallelen zur werkimmanenten Literaturinterpretation der 1950/60er Jahre im deutschen Sprachraum auf, wie sie durch Wolfgang Kayser und Emil Staiger vertreten wurde, unterschied sich jedoch durch die Forderung nach exakten Methoden von der deutschen Germanistik, die das Nachvollziehen des schöpferischen Geistes im Text mit hermeneutischen Mitteln anstrebte. 
Kritiker bemängelten vor allem seit den 1980er Jahren, dass das Kunstwerk von den New Critics völlig aus seinem Entstehungszusammenhang gerissen würde. Der New Historicism ist demzufolge als Reaktion auf den New Criticism und den Poststrukturalismus der 1960er und 1970er Jahre zu verstehen.